# Семерци
Семерци е село в Североизточна България. То се намира в община Антоново, област Търговище.

## Храмове
В селото има действаща джамия. А от датата 17.09.2022 г. съществува църква, носеща името "Св. София, Вяра, Надежда и Любов". 
1. ↑  www.grao.bg